# Jean François Morel
Pour les articles homonymes, voir Morel.
Jean François Morel, né le 26 avril 1844 à Arras (Pas-de-Calais) et décédé le 28 juillet 1918 à Lallaing (Nord) est  un homme politique français.

## Biographie
Avocat, il est maire de Lallaing en 1874, conseiller d'arrondissement en 1879 et député du Nord de 1885 à 1889, siégeant à droite. 

## Sources
- « Jean François Morel », dans Adolphe Robert et Gaston Cougny, Dictionnaire des parlementaires français, Edgar Bourloton, 1889-1891 [détail de l’édition]
- « Jean François Morel », dans le Dictionnaire des parlementaires français (1889-1940), sous la direction de Jean Jolly, PUF, 1960 [détail de l’édition]